# Âm giai Thứ hòa âm
Âm giai Thứ hòa âm là âm giai được xây dựng bằng cách nâng cao bậc VII của âm giai Thứ tự nhiên lên 1/2 cung và giữ nguyên các bậc khác. Do các yêu cầu về hoà âm khi cần hấp dẫn mạnh từ hợp âm bậc V về hợp âm chủ (bậc I), âm bậc VII của âm giai được nâng cao cho gần âm bậc VIII (bát âm tức chủ âm của quãng tám bên trên) hơn, trở thành cảm âm, từ chỗ thấp hơn bát âm 1 cung giờ chỉ còn 1/2 cung, do đó được giải quyết về bát âm rõ ràng hơn. Ví dụ tiêu biểu: Trong giọng La thứ (A-moll), có những trường hợp dùng hợp âm Mi trưởng (E) hoặc Mi bảy (E7) giải quyết về hợp âm La thứ (Am), khi đó nốt Son thăng bị hút mạnh về nốt La.